# Pärlträdlöpare
Pärlträdlöpare (Margarornis squamiger) är en fågel i familjen ugnfåglar inom ordningen tättingar.

## Utseende
Pärlträdlöparen är en liten och praktfullt tecknad fågel. Ovansidan är bjärt roströd med vitt ögonbrynsstreck och vit strupe. Undertill syns tydliga vita fläckar. Den kan förväxlas med andinsk trädklättrare, men har mycket kortare näbb.

## Utbredning och systematik
Pärlträdlöpare delas in i tre underarter:
- Margarornis squamiger squamiger – förekommer i Anderna i sydöstra Peru (i regionen Puno) och västra Bolivia (i departementen La Paz och Cochabamba)
- Margarornis squamiger perlatus – förekommer i Anderna från Colombia till norra Peru och västra Venezuela
- Margarornis squamiger peruvianus – förekommer i Anderna i Peru (i regionerna Cajamarca till Huánuco, Junín och Cusco)

## Levnadssätt
Pärlträdlöparen är en rätt vanlig fågel i molnskog på mellan 2000 och 3500 meters höjd. Den ses enstaka eller i par i artblandade flockar, vanligtvis hoppande utmed mossiga grenar i skogens mellersta och övre skikt.

## Status och hot
Arten har ett stort utbredningsområde, men tros minska i antal, dock inte tillräckligt kraftigt för att den ska betraktas som hotad. Internationella naturvårdsunionen IUCN listar arten som livskraftig (LC).